# Eleutherodactylus klinikowskii
Eleutherodactylus klinikowskii är en groddjursart som beskrevs av Schwartz 1959. Eleutherodactylus klinikowskii ingår i släktet Eleutherodactylus och familjen Eleutherodactylidae. IUCN kategoriserar arten globalt som starkt hotad. Inga underarter finns listade i Catalogue of Life.